# 321 av. J.-C.
Cette page concerne l'année 321 av. J.-C. du calendrier julien proleptique.

## Événements
- 7 mars (15 mars du calendrier romain) : début à Rome du consulat de Spurius Postumius Albinus Caudinus (pour la seconde fois) et Tiberius Veturius Calvinus (pour la seconde fois)[1].
  - Devant les effets insuffisants de l’attaque frontale contre les Samnites, Rome tente la tactique de l’encerclement : deux armées attaquent simultanément. Q. Fabius Rullianus, qui marche à revers sur le Samnium par l’Apulie remporte la victoire de Lucéries, mais l’armée des deux consuls T. Veterius Calvinus et Sp. Postumius, venue de Campanie, qui entre dans le Samnium par les gorges de Caudium (aujourd'hui Montesarchio) est enveloppée par le général Samnite Caius Pontius et contrainte à se rendre sans combattre (capitulation des Fourches Caudines). Rome aurait conclu un traité qui livre Fregelles aux Samnites. Les opérations sont interrompues pendant cinq ans[2].
  - Marcus Aemilius Papus est nommé dictateur pour organiser les élections[3].
- Avril-mai, Guerres des diadoques : Néoptolème, général de Perdiccas qui a fait défection, est battu et tué par Eumène de Cardia[4].
- Mai, Guerres des diadoques : 
  - Le diadoque Perdiccas meurt lors d’une campagne en Égypte contre Antigone le Borgne et Ptolémée, assassiné par ses officiers[5].
  - Cratère est battu et tué en Cappadoce lors d'une bataille contre Eumène de Cardia, allié de Perdiccas[6].
- Automne : 
  - Partage de Triparadisos[7]. Antipater (Macédoine), Ptolémée (Égypte), Lysimaque (Thrace), Séleucos (Babylonie) et Antigone, satrape de Phrygie, se partagent l’empire. Eumène de Cardia est condamné à mort.
  - Eumène de Cardia affronte Antipater dans la plaine de Sardes. Il hiverne à Kelainai, en Phrygie et a recours à la distribution de terres pour solder la troupe[6]

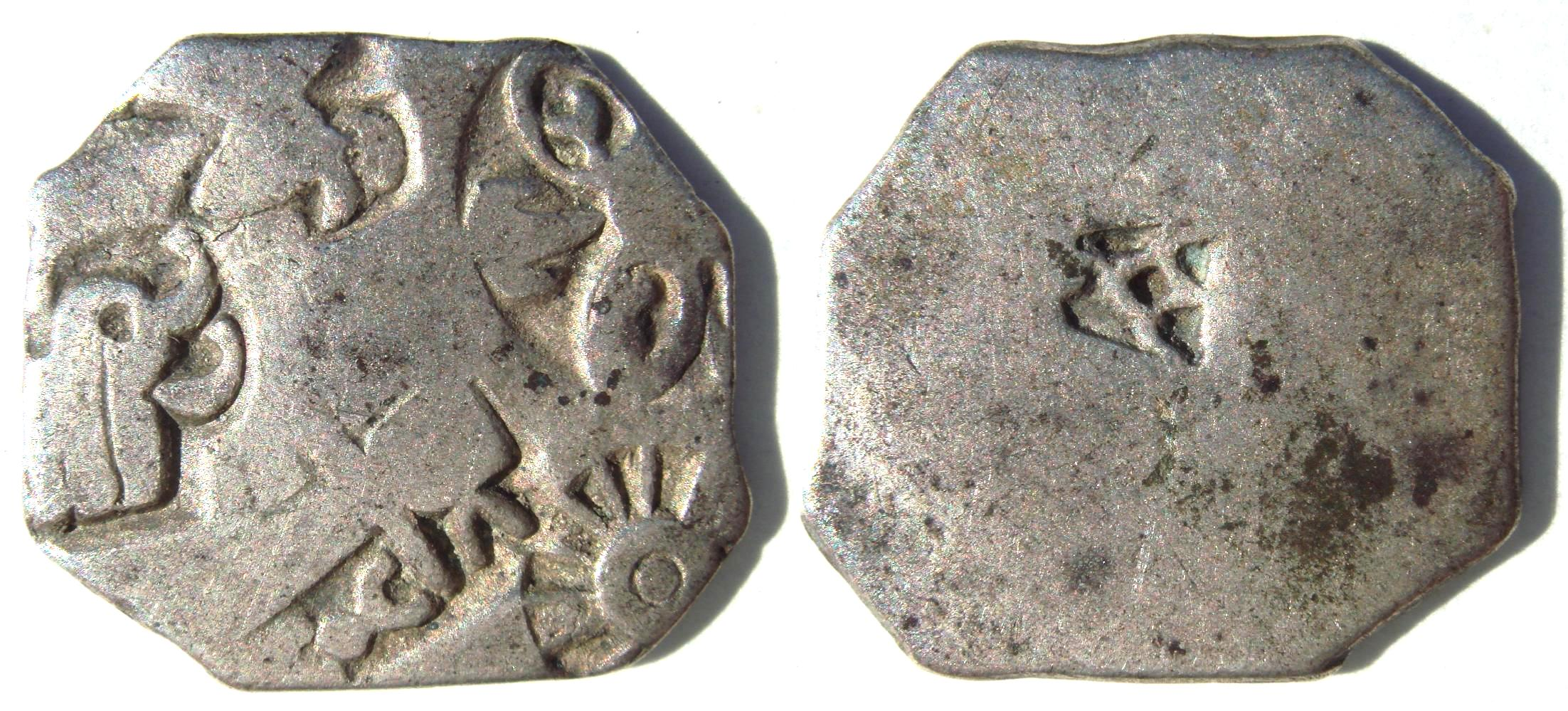
Monnaie de l'empire Maurya.

- En Inde, Chandragupta Maurya renverse et tue le roi du Magadha (Bihâr) Dhana Nanda et sa famille[8]. Il fonde la dynastie des Maurya qui contrôlera une grande partie de l’Inde et de l’Afghanistan actuel jusqu’en 184 av. J.-C.. À partir de Pataliputra, Chandragupta conquiert le Bengale et des territoires au Sud. Chandragupta, dont le nom signifie « usurpateur d’origine inférieure » est conseillé par un brahmane, Kautilya (Cânakya ou Vishnugupta), qui a peut-être été le véritable dirigeant de l’Empire. La capitale de Chandragupta, Pataliputra (Patna) est élevée sur le modèle des palais achéménides, défendue par un puissant rempart à poutrage de bois. L’empire se dote d’un système administratif efficace. La monarchie, quoique centralisée, est divisée en cinq régions autonomes administrées par des gouverneurs. Un conseil des ministres et deux assemblées gouvernent et font les lois sous le contrôle du roi qui détient tous les pouvoirs. Le sanscrit est la langue officielle de l’Empire.

## Décès en 321 av. J.-C.
- Cratère, général d'Alexandre le Grand.
- Perdiccas, général d'Alexandre le Grand et chiliarque.